# La Camboria
Carmen Salazar Vargas (Cádiz, 4 de mayo de 1931 - 24 de abril de 2021), conocida artísticamente como La Camboria, fue una bailaora de flamenco española.

## Biografía y carrera
Nació en el barrio gaditano de "La Macarena" en 1931. Descendente de los Camborios y los Quemaos por parte paterna e hija de la bailaora María Rosa Vargas. A la edad de 13 años hizo su debut en el "Teatro Cómico" en Madrid, y más tarde llegó a actuar en París, reemplazando a Carmen Amaya. En 1962 destacó con "Juerga Flamenca". 
Después de una visita en Europa, en Londres conoció a la escritora británica Agatha Christie con quien tuvo una amistad duradera.

## Muerte y vida personal
La Camboria estuvo casada con el presentador e impulsor de la copla española Lauren Postigo, con quien tuvo un hijo, fallecido en accidente de tráfico. Ambos vivieron en un chalet en Aldea del Fresno (Madrid). Tras divorciarse, se retiró a Fuengirola, donde regentó una administración de Loterías y Apuestas del Estado. Murió a consecuencia de la pandemia de COVID-19 a los 89 años de edad, el 24 de abril de 2021.